# Ghiacciaio Robertson
Il ghiacciaio Robertson è un ghiacciaio situato sulla costa di Pennell, nella regione nord-occidentale della Dipendenza di Ross, in Antartide. In particolare, il ghiacciaio, il cui punto più alto si trova a circa 1400 m s.l.m., ha origine nella parte sud-occidentale dei monti ANARE, e da qui fluisce verso sud, fino a unire il proprio flusso a quello del ghiacciaio Ebbe, poco a ovest dello sperone Virgil.

## Storia
Il ghiacciaio Robertson è stato mappato per la prima volta dallo United States Geological Survey grazie a fotografie aeree scattate dalla marina militare statunitense durante il periodo 1960-63 ed è stato così battezzato dal comitato consultivo dei nomi antartici in onore di John W. Robertson, fotografo della squadriglia statunitense di sviluppo VX-6, di stanza alla stazione McMurdo nelle stagioni 1967-68 e 1968-69.